# Comté de Van Buren (Tennessee)
Pour les articles homonymes, voir Comté de Van Buren.
Le comté de Van Buren (en anglais : Van Buren County) est un comté de l'État du Tennessee, aux États-Unis. Lors du recensement de 2010, il compte 5 548 habitants. Son siège est Spencer.
Il doit son nom à Martin Van Buren (1782-1862), 8e président des États-Unis.

## Galerie

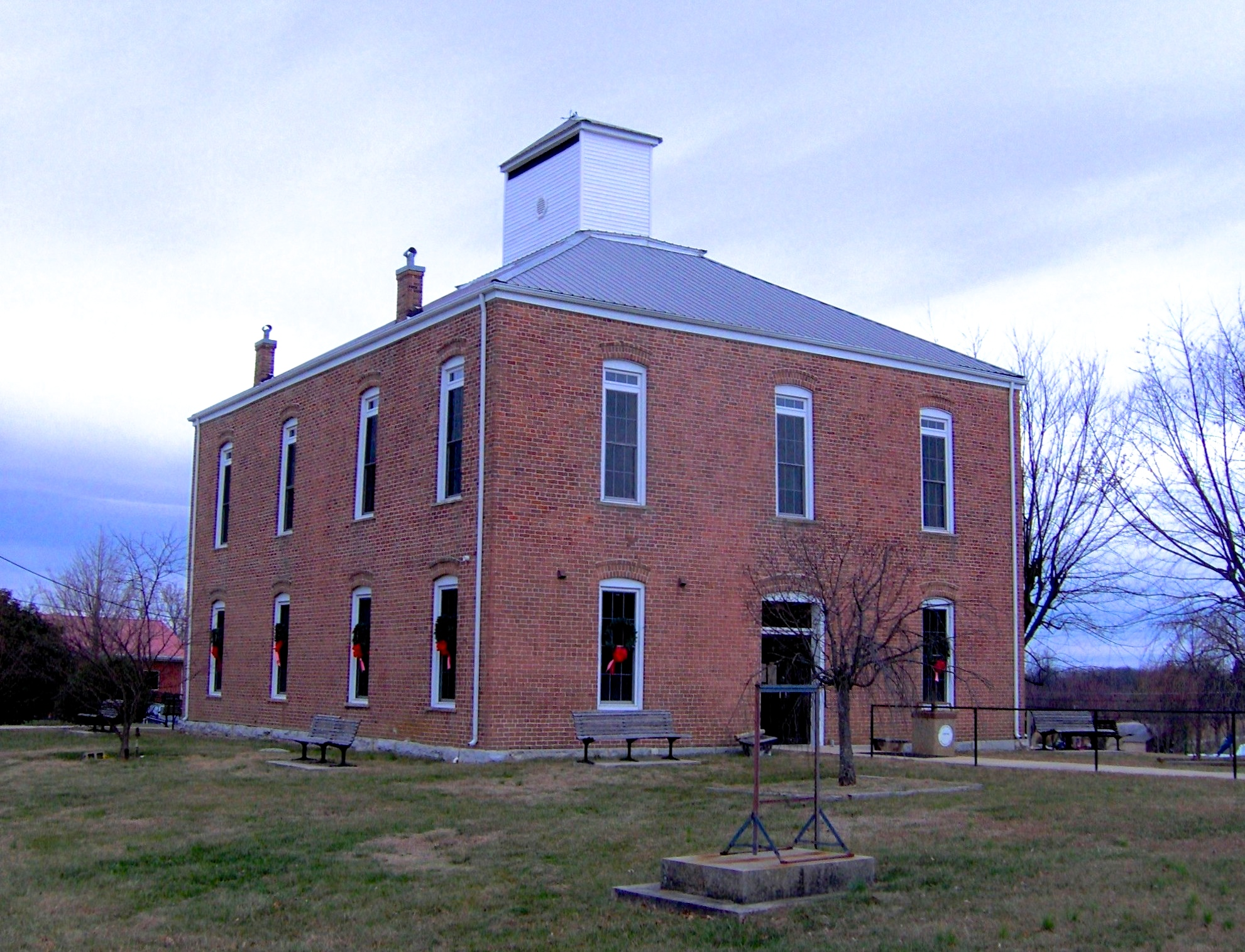
Le palais de justice du comté de Van Buren à Spencer.
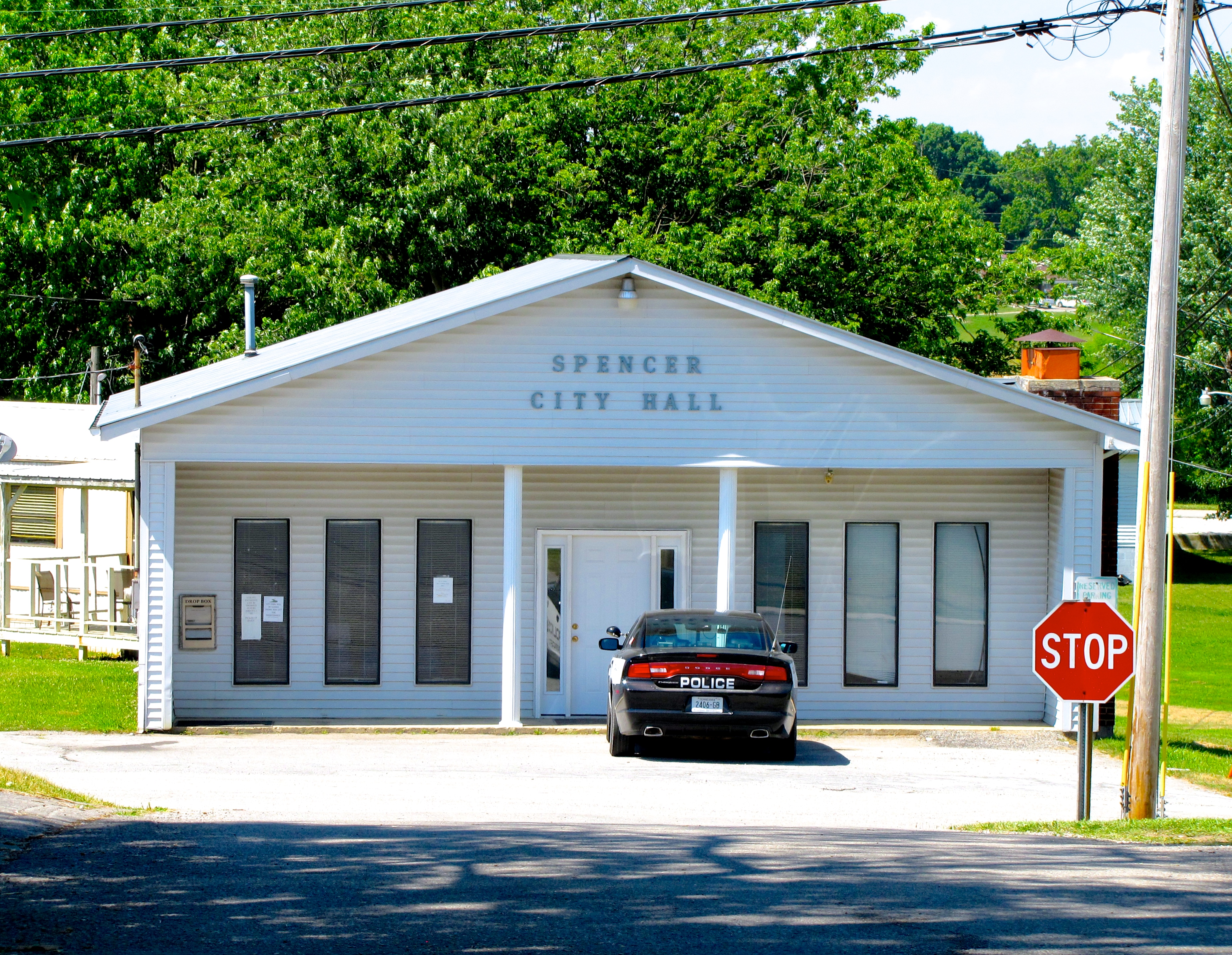
L'hôtel de ville de Spencer.
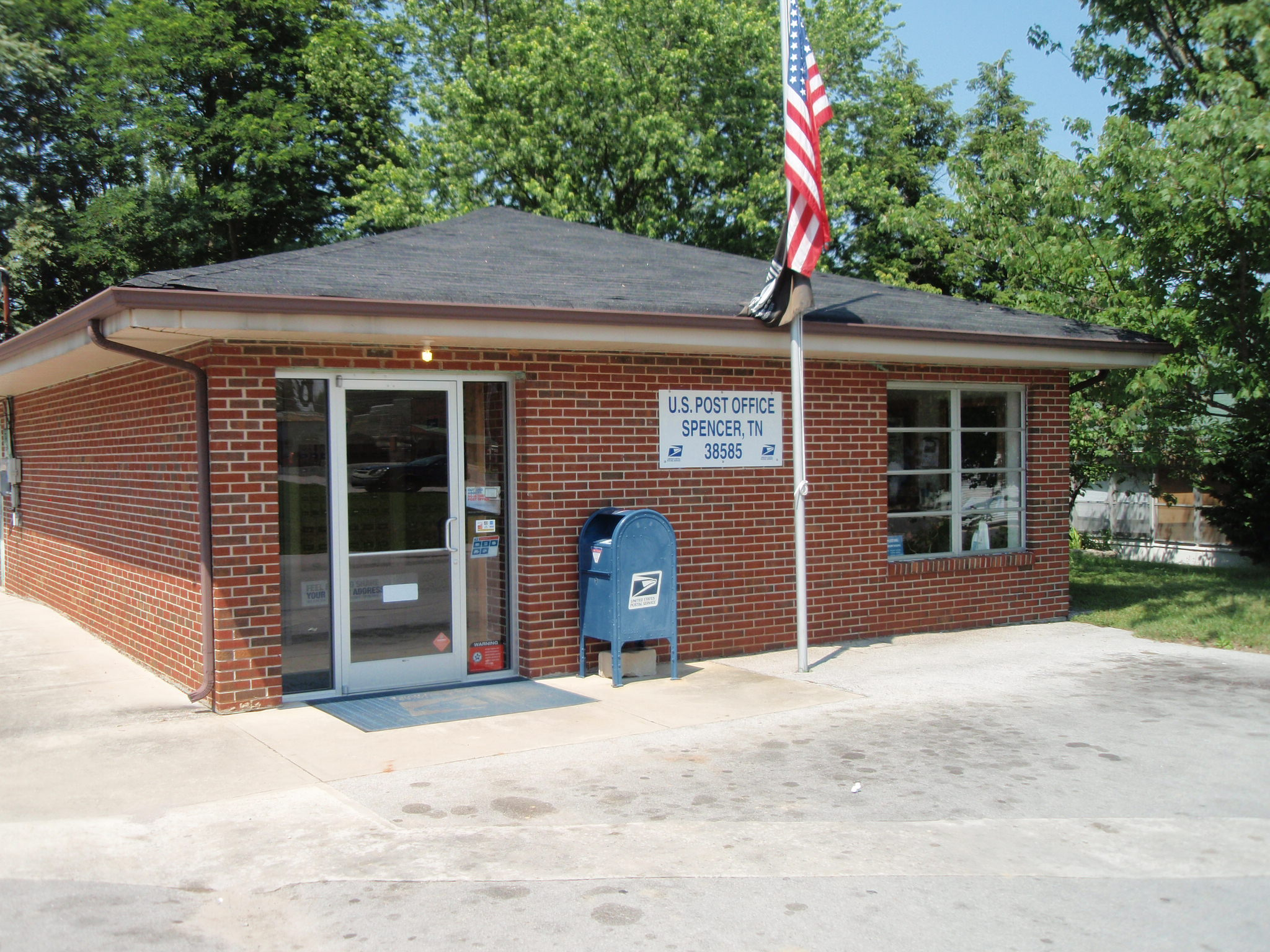
Le bureau de poste à Spencer.
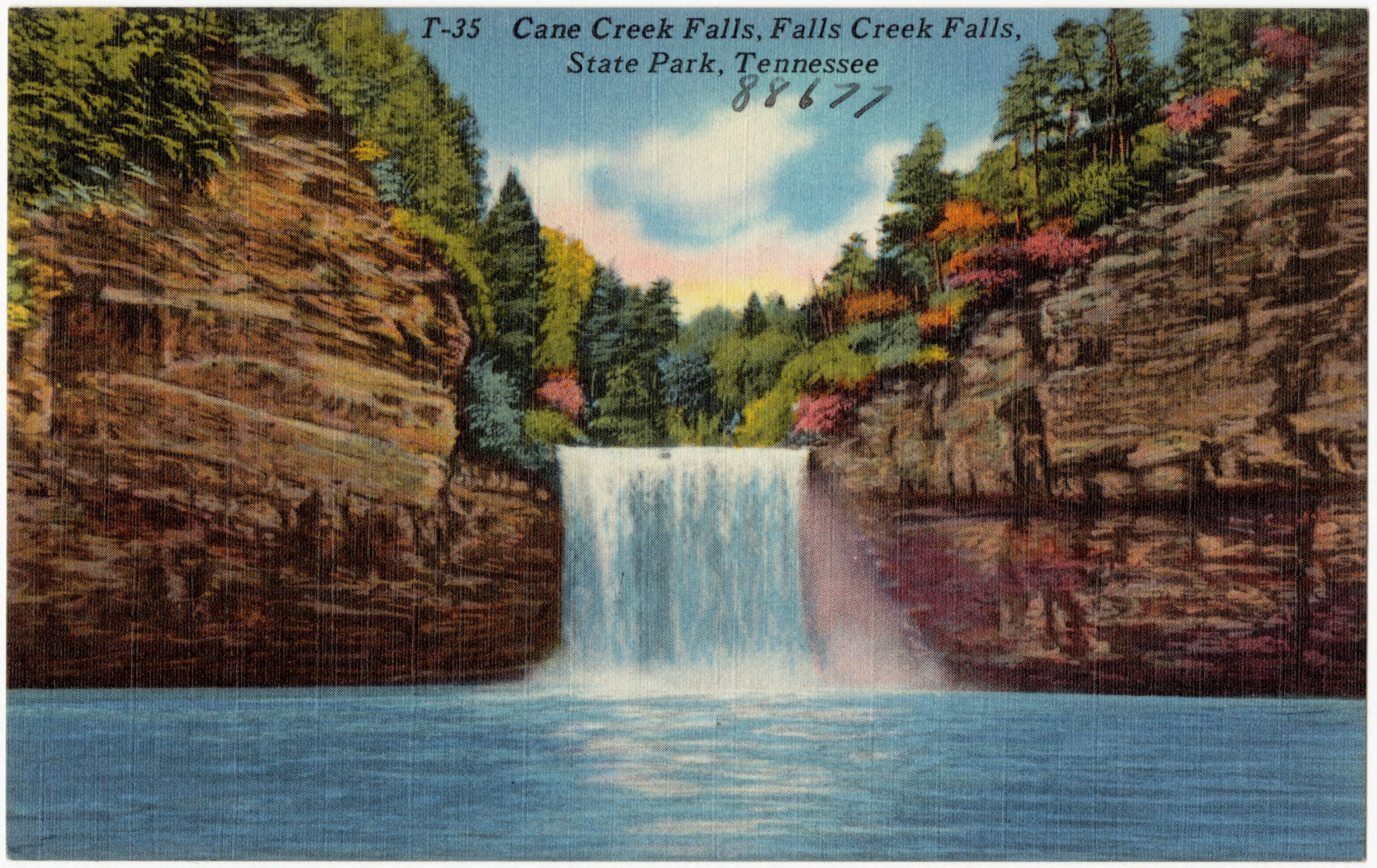
Les Cane Creek Falls dans le parc d'État de Fall Creek Falls.
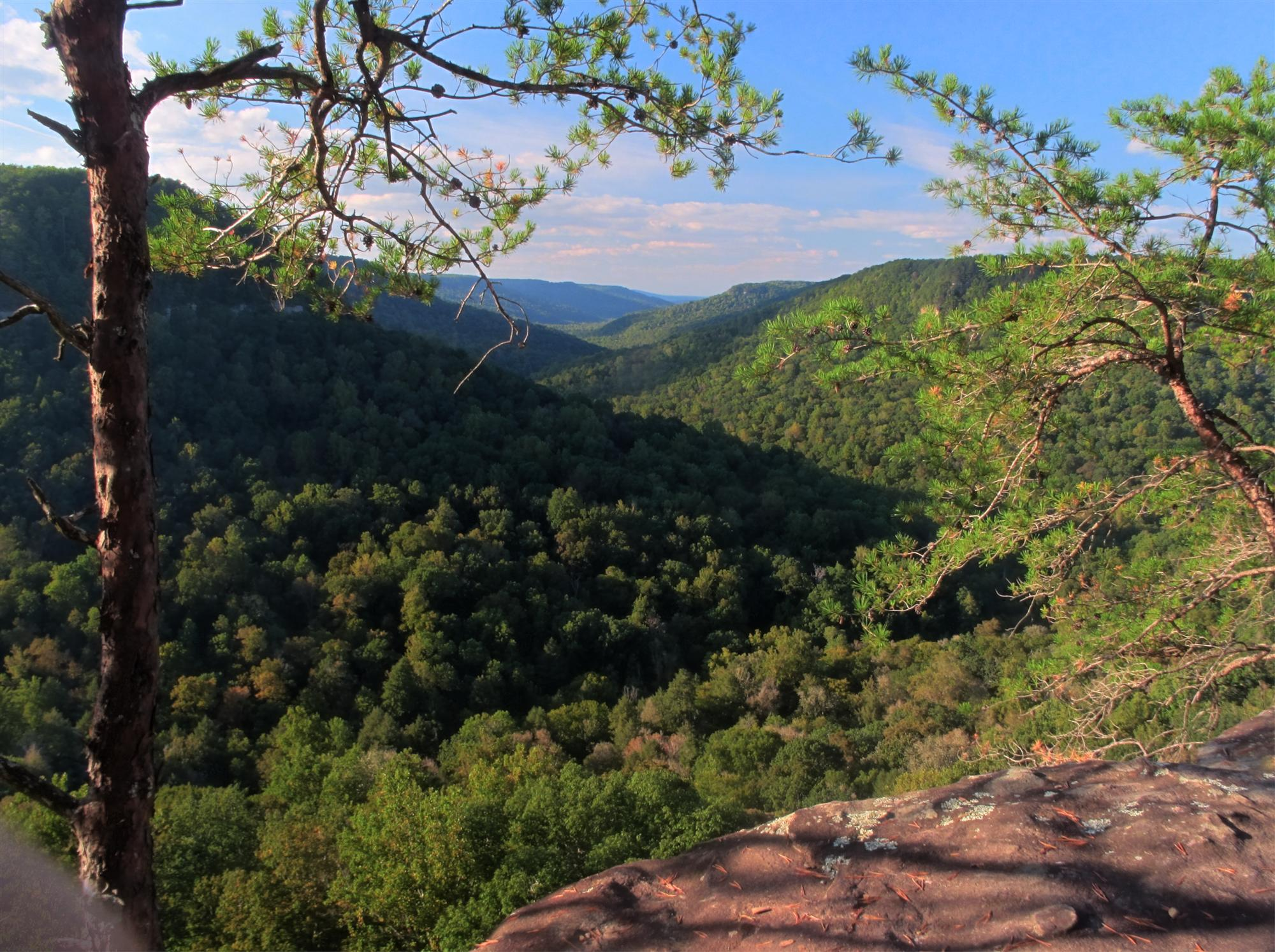
Millikan's Overlook dans le parc d'État de Fall Creek Falls.
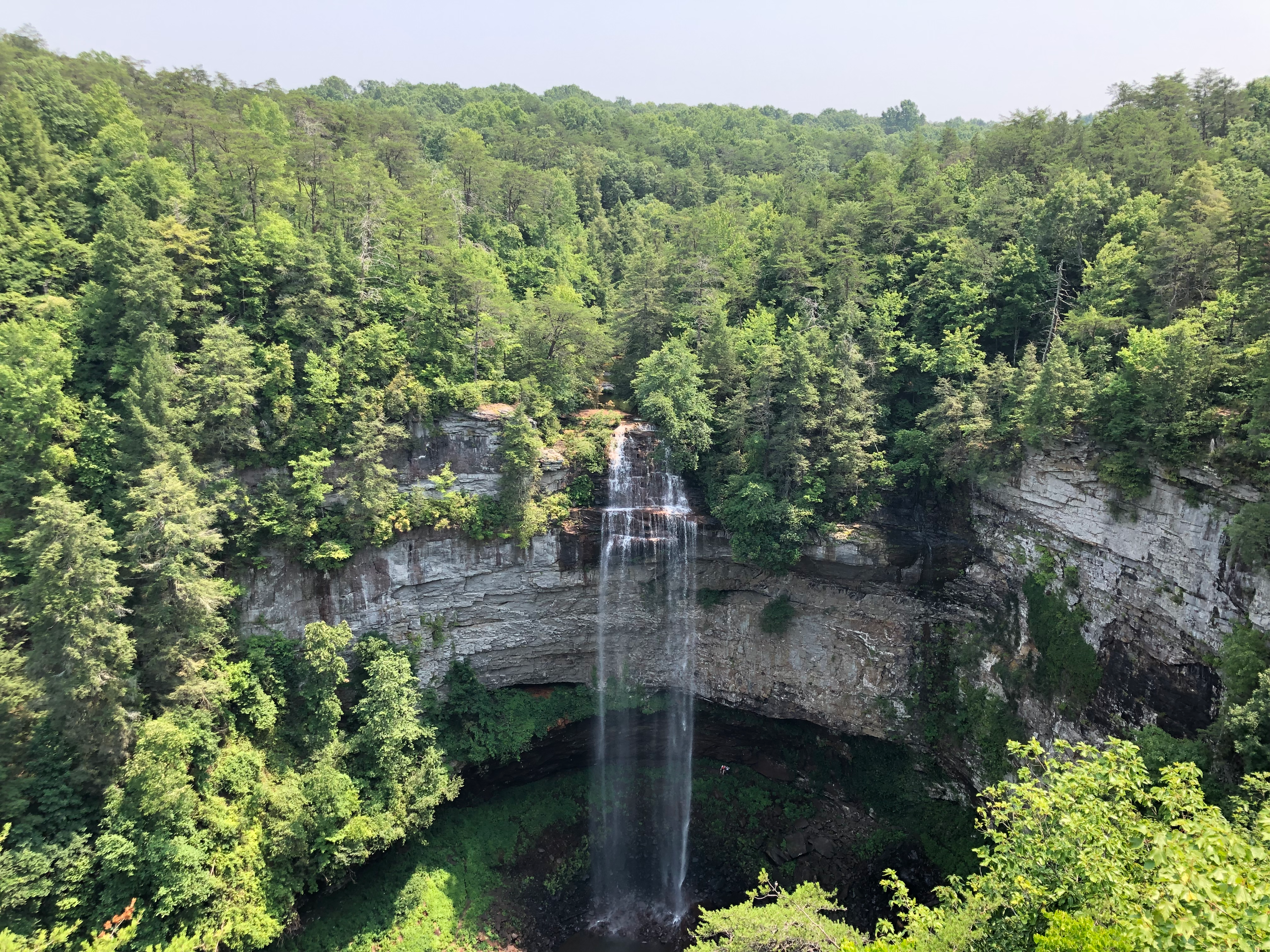
Falls Creek Falls.